# Pałac Katarzyny w Moskwie
Pałac Katarzyny (ros. Екатерининский дворец) – neoklasycystyczna rezydencja Katarzyny II, nad brzegiem rzeki Jauza, w Lefortowie, w Moskwie. Nie powinien być mylony z bardziej znanym Pałacem Katarzyny w Carskim Siole.
Rezydencja jest również znana jako Pałac Gołowina, po jej pierwszym właścicielu, hrabim Fiodorze Gołowinie, pierwszym kanclerzu Imperium Rosyjskiego. W 1731 roku imperatryca Anna zleciła Francesco Bartolomeo Rastrelli, aby zastąpił Pałac Gołowina barokową rezydencją, znaną później jako Annenhof. Było to ulubione miejsce zamieszkania Anny. Rezydencja składała się z dwóch drewnianych dwupiętrowych budynków: Pałacu Letniego, Pałacu Zimowego oraz ogromnego sadu. Pałac Letni został opuszczony po pożarze w 1746 roku. Pałac Zimowy spłonął w 1753 roku i na jego miejscu wzniesiono nowy drewniany w przeciągu sześciu tygodni. Pracował nad nim architekt D.W. Uchtomskij.
Katarzyna II nakazała rozbiórkę zniszczonego Letniego Pałacu w latach 60 XVIII. W 1773 roku zaczęto budowę nowej rezydencji w stylu neoklasycystycznym pod architektonicznym nadzorem: Karl Blank, Giacomo Quarenghi i Francesco Camporesi. Prace trwały 25 lat.
Paweł I Romanow, znany z niechęci do pałaców matki, przeznaczył pałac na koszary.
Po okupacji Moskwy przez Napoleona w 1812 roku Pałac Katarzyny został odrestaurowany pod nadzorem Josepha Bové. Od tego czasu był siedzibą Korpusu Kadetów, Akademii Czołgowej Malinowskiego i innych instytucji wojskowych i był niedostępnych dla ogółu społeczeństwa. W październiku 1917 roku kadeci moskiewscy stawiali w Lefortowie zaciekły opór przeciwko bolszewikom.